# Lachapelle-en-Blaisy
Lachapelle-en-Blaisy is een gemeente in het Franse departement Haute-Marne (regio Grand Est) en telt 78 inwoners (2009). De plaats maakt deel uit van het arrondissement Chaumont.

## Geografie
De oppervlakte van Lachapelle-en-Blaisy bedraagt 15,6 km², de bevolkingsdichtheid is dus 5 inwoners per km².
De onderstaande kaart toont de ligging van Lachapelle-en-Blaisy met de belangrijkste infrastructuur en aangrenzende gemeenten.

## Demografie
Onderstaande figuur toont het verloop van het inwonertal (bron: INSEE-tellingen).